# Station Bad Holzhausen
Station Bad Holzhausen (Bahnhof Bad Holzhausen), tot december 2019 genaamd: Station Holzhausen-Heddinghausen (Bahnhof Holzhausen-Heddinghausen), is een spoorwegstation in de Duitse plaats Bad Holzhausen, gemeente Preußisch Oldendorf, in de deelstaat Noordrijn-Westfalen. Het station ligt aan de spoorlijn Bünde - Bassum. De spoorlijn naar Bohmte (Wittlager Kreisbahn) wordt tegenwoordig gebruikt als museumlijn. Het station telt twee perronsporen aan één eilandperron. Op het station stoppen alleen treinen van de Eurobahn.

## Treinverbindingen
De volgende treinserie doet station Bad Holzhausen aan:
| Serie | Treinsoort              | Route                                                                           | Bijzonderheden                           |
| ----- | ----------------------- | ------------------------------------------------------------------------------- | ---------------------------------------- |
| RB 71 | Regionalbahn (eurobahn) | Bielefeld Hbf – Herford – Bünde (Westf) – Bad Holzhausen – Rahden (Kr Lübbecke) | Ravensberger Bahn zondag 1x per twee uur |